# Грабовський Олександр Вікторович
Олекса́ндр Ві́кторович Грабо́вський — підполковник 

## Нагороди
За особисту мужність і високий професіоналізм, виявлені у захисті державного суверенітету та територіальної цілісності України, вірність військовій присязі нагороджений орденом Богдана Хмельницького III ступеня (6.1.2016).